# Cornelis Verelst

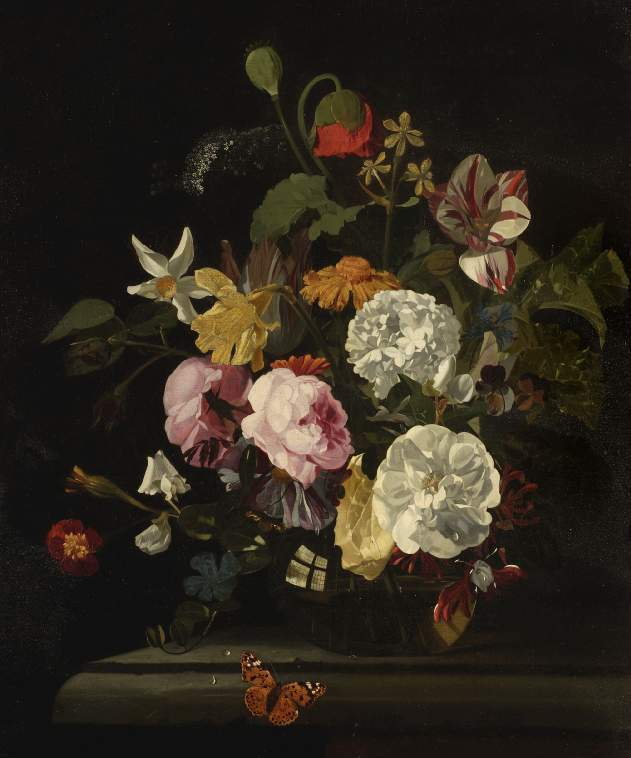
Een vaas met bloemen, Fitzwilliam Museum, Cambridge

Cornelis Verelst (Amsterdam, 1667 - Londen, 1734) was een uit Nederland afkomstige maar voornamelijk in Engeland werkzame schilder van bloemstillevens.
Verelst was de zoon van Herman en de broer van Maria Verelst. Als zodanig maakt hij deel uit van een dynastie van kunstenaars die werd ingezet door stamvader Pieter Hermansz. Verelst. Zijn ooms waren Simon en Johannes Verelst. Ook zijn zoon William Verelst behoorde tot het kunstenaarsgeslacht.
Cornelis Verelst werkte in de stijl van zijn oom Simon.